# Proboscidactyla occidentalis
Proboscidactyla occidentalis är en nässeldjursart som först beskrevs av Fewkes 1889.  Proboscidactyla occidentalis ingår i släktet Proboscidactyla och familjen Proboscidactylidae. Inga underarter finns listade i Catalogue of Life.